# Калгута
Калгута (каз. Қолғұта) — село в Кордайском районе Жамбылской области Казахстана. Входит в состав Степновского сельского округа. Находится примерно в 17 км к северо-западу от районного центра, села Кордай. Код КАТО — 314855400.

## Население
В 1999 году население села составляло 583 человека (273 мужчины и 310 женщин). По данным переписи 2009 года, в селе проживало 686 человек (349 мужчин и 337 женщин).